# Potočari

Denkmal für die Mütter, Ehefrauen und Kinder von Srebrenica am ehemaligen UN-Gelände in Potočari

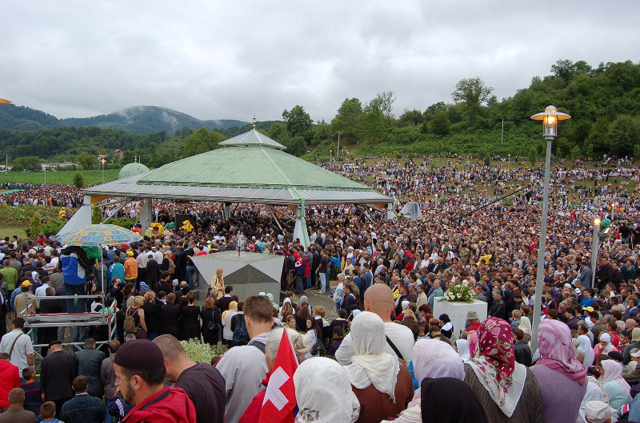
Potočari am 11. Juli 2007

Potočari (serbisch-kyrillisch Поточари) ist ein Dorf im Osten von Bosnien und Herzegowina. Es liegt etwa sechs Kilometer nordwestlich der Stadt Srebrenica, zu deren Gemeindegebiet es gehört. Das Dorf besteht aus zwei Teilorten, dem im Tal des Drina-Nebenflusses Križevica gelegenen Donji Potočari (Доњи Поточари) und dem weiter westlich und höher gelegenen Gornji Potočari (Горњи Поточари). Bei der Volkszählung im Jahre 1991 wurden 4.338 Einwohner gezählt, von denen 93 Prozent Bosniaken waren und sieben Prozent zu anderen Volksgruppen gehörten, hauptsächlich zu den Serben.
Seit dem Bosnienkrieg gehört Potočari zur Republika Srpska.

## Kriegszeit
Während des Bosnienkrieges befand sich das Dorf in der Enklave Srebrenica. Hier befand sich auf dem Gelände einer stillgelegten Autobatterie-Fabrik das niederländische UN-Bataillon „Dutchbat“. So wie in allen anderen Orten in der Enklave stieg die Bevölkerungszahl an, weil das Dorf Flüchtlinge aus angrenzenden Teilen Bosniens aufnahm. Im Juli 1995 begingen die serbischen Truppen hier sowie an weiteren Tatorten in der Umgegend das Massaker von Srebrenica.

## Nachkriegszeit
Das Hauptdenkmal und der Friedhof für den Genozid von Srebrenica liegen in Potočari.
Der ehemalige US-Präsident Bill Clinton weihte es am 20. September 2003 ein.